# Rostislav Vyzula
Rostislav Vyzula (* 3. prosince 1952 Vyškov) je český lékař, který svou profesní dráhu spojil s Masarykovým onkologickým ústavem v Brně, který v letech 2001 až 2008 vedl a v současné době je přednostou Kliniky komplexní onkologické péče.
Je předním českým onkologem, který se po celou svou kariéru aktivně účastní mnoha vědeckých výzkumů a zasedá v několika vědeckých radách. V popředí jeho odborného zájmu je především karcinom prsu a střeva. Mezi lety 1991 až 1995 působil ve Spojených státech amerických, kde pracoval v oblasti výzkumu účinku cytostatických látek v závislosti na době podání a dokončil své vzdělání v oblasti Klinické onkologie. Po svém návratu z USA se věnuje jak klinické praxi v oblasti onkologie, tak i výchově mladých lékařů na Masarykově univerzitě v Brně.
V roce 2012 kandidoval do Senátu Parlamentu ČR za volební obvod č. 59 Brno-město jako nezávislý kandidát s podporou ANO 2011. Získal 6,06 % hlasů a nedostal se do druhého kola. Ve volbách do poslanecké sněmovny v roce 2013 byl zvolen jako člen ANO 2011. Stal se předsedou zdravotního výboru sněmovny.
V komunálních volbách v roce 2014 kandidoval za hnutí ANO 2011 (na 20. místě kandidátky) do Zastupitelstva města Brna, ale neuspěl. V krajských volbách v roce 2016 kandidoval za hnutí ANO 2011 do Zastupitelstva Jihomoravského kraje, ale neuspěl.
V roce 2017 se pokusil přílepkem k pozměňovacímu návrhu novely zákona legalizovat nevědeckou, tzv. tradiční čínskou medicínu. 
Ve volbách do Poslanecké sněmovny PČR v roce 2017 obhájil svůj poslanecký mandát za hnutí ANO 2011 v Jihomoravském kraji. V červnu 2020 pozbyl členství v hnutí ANO 2011 se zrušením brněnské buňky hnutí a ke konci srpna 2020 o nové členství ještě nepožádal. V prosinci 2020 pak uvedl, že do hnutí ani znovu vstupovat nehodlá a v roce 2021 nejspíše odejde z politiky úplně. Ve volbách do Poslanecké sněmovny PČR v roce 2021 pak již skutečně nekandidoval.
Profesor Vyzula je ženatý a má dvě dcery.